# بيير فرانك
بيير فرانك (بالفرنسية: Pierre Frank)‏ هو سياسي فرنسي، ولد في 24 أكتوبر 1905 في باريس في فرنسا، وتوفي بنفس المكان في 18 أبريل 1984. حزبياً، نشط في French Section of the Workers' International ‏ والحزب الشيوعي الفرنسي (1925 – 1929). وقد انتخب سكرتارية ليون تروتسكي.